# Lavesum
Lavesum ist ein Ortsteil der Stadt Haltern am See in Nordrhein-Westfalen mit 1.780 Einwohnern (April 2024).
Überregionale Bekanntheit hat Lavesum vor allem auf Grund des Freizeitparks Ketteler Hof und der als Hofladen bekannten Lebensmittelverkäufe direkt vom Bauernhof.

## Geographische Lage

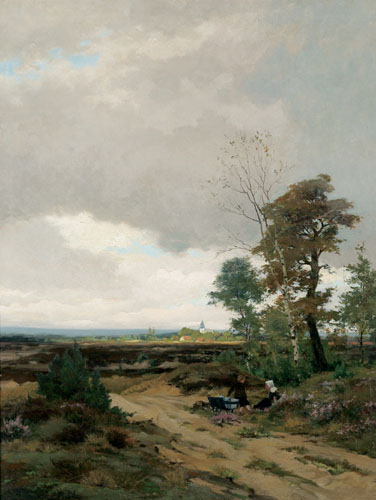
Heide bei Lavesum, anonymes Gemälde des 19. Jahrhunderts

Lavesum liegt am nördlichen Rand des Ruhrgebietes inmitten des Naturparks Hohe Mark-Westmünsterland. Es befindet sich direkt nordöstlich der Hohen Mark, etwa vier Kilometer nordnordwestlich der Halterner Kernstadt.

## Geschichte
In frühen Urkunden ist der Ortsname in alter Form zu finden: Lowesheim, Loshein, Luoshem, Lohsum oder Lorzum.
Der Ortsname setzt sich aus zwei Teilen zusammen: Lo bzw. Loh = „Wald“ und Hem bzw. Heim = „Wohnstätte, Siedlung“. Demzufolge bedeutet der Name Lavesum etwa: „Siedlung im Wald“.
Die Gegend war bereits in vorchristlicher Zeit bewohnt, beurkundet ist Lavesum erstmals im Jahr 930 im Güterverzeichnis des Klosters Werden. Weitere Eintragungen in der älteren Geschichte fehlen jedoch. Nach Fertigstellung der Kapelle im Jahre 1467 erhielten 16 Familien (vorwiegend Handwerker) die Genehmigung zur Ansiedlung. Umrandet wurde dieser Siedlungskern von den drei großen Bauerngehöften König, Lohmann und Enstrup. 1837 wurde Lavesum dem Kirchspiel Haltern zugeordnet und 1929 in den Kreis Recklinghausen eingegliedert.
Bedeutendster Sohn von Lavesum ist Joseph König, der als Gründer der Lebensmittelchemie gilt. Heute weist ein Gedenkstein an der Kriegergedächtniskapelle auf ihn hin. Im Jahre 2003 ist das Halterner Gymnasium ihm zu Ehren in Joseph-König-Gymnasium benannt worden. Der Hof, auf dem Joseph König geboren wurde, ist immer noch im Besitz der Familie König.
Bis 1974 gehörte der Ort zur Gemeinde Kirchspiel Haltern.

## Sehenswürdigkeiten

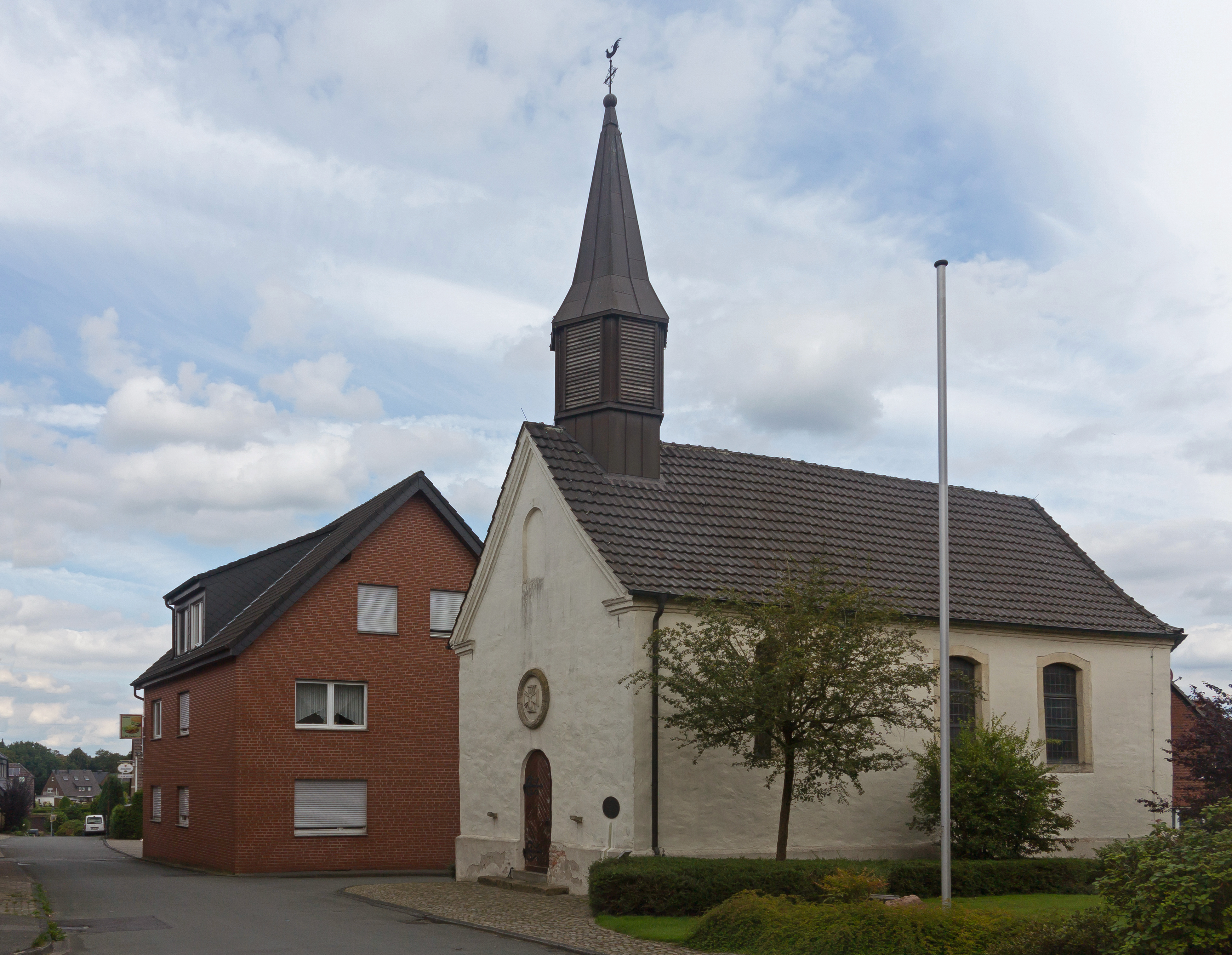
Lavesum, Kapelle

Kriegergedächtnis-Kapelle, Kapellenstraße
eine kleine Kapelle aus dem Jahre 1467. Bemerkenswert sind die restaurierten Wandmalereien, die aus dem späten 15. Jahrhundert stammen und lange Zeit überdeckt waren. Heute dient die Kapelle neben ihrer ursprünglichen Bestimmung als Gotteshaus auch als Denkmal für die Lavesumer Gefallenen und Vermissten der beiden Weltkriege, deren Namen auf Gedenktafeln im Innern der Kapelle aufgelistet sind.

## Freizeit

### Freizeitparks
- Ketteler Hof
- Naturwildpark Granat

### Sport

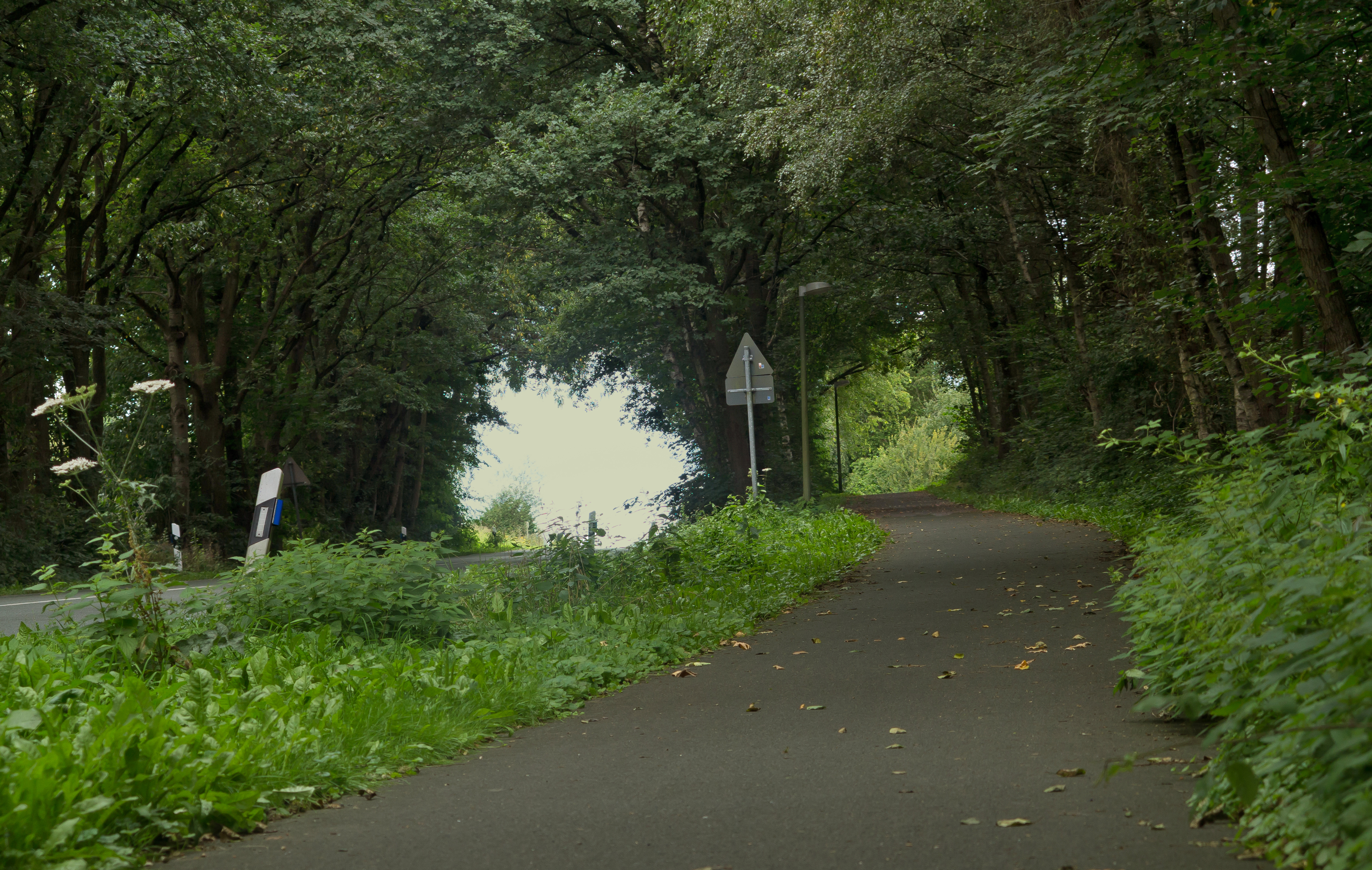
Zwischen Lavesum und Haltern am See, Radweg und Bundesstraße durch die Bäume

Lavesum verfügt über einen eigenen Sportverein, den DJK Blau Weiß Lavesum, mit eigener Fußball-, Tennis- und Turnabteilung. Der Anlage gehören ein Rasenplatz und ein Kunstrasenplatz für Fußball an sowie vier Ascheplätze der Tennisabteilung.
Es gibt vier Einrichtungen für Reiter.

## Verkehr
Lavesum ist über die Anschlussstelle 7 (Haltern-Lavesum) der Bundesautobahn 43 zu erreichen. Von dort führt die von Sythen kommende Landesstraße 652 westsüdwestwärts in das Dorf.
Durch Lavesum verkehrt die VRR-Buslinie 275 der Vestischen vom Ketteler Hof bzw. – wenn dieser geschlossen ist – ab Lavesum Feuerwehrhaus zum Bahnhof Haltern am See.
| Linie | Verlauf                                                                    | Takt (Mo–Fr) |
| ----- | -------------------------------------------------------------------------- | ------------ |
| 275   | Ketteler Hof – Lavesum – Haltern am See Kärntner Platz – Haltern am See Bf | 60 min       |